# Afrophthalma medvedevi
Afrophthalma medvedevi is een keversoort uit de familie bladkevers (Chrysomelidae). De wetenschappelijke naam van de soort werd in 2005 gepubliceerd door Kantner & Bezdek.